# René Belletto
René Belletto (* 11. September 1945 in Lyon, Département Rhône) ist ein französischer Autor, der durch seine fantastischen Romane bekannt wurde.

## Leben
Belletto machte am Lycée du Parc in Lyon sein Abitur. Von 1976 bis 1982 war er unter dem Namen François Labret Filmkritiker für die Lyoner Wochenzeitschrift Lyon Poche, die heute nicht mehr besteht. Sein erstes Buch mit Kurzgeschichten Le Temps mort aus dem Jahre 1974 wurde bereits preisgekrönt und 2006 neu aufgelegt. Es folgte eine Trilogie, die in seiner Heimatstadt spielt. Diese Bücher wurden auch in deutscher Sprache verlegt. Seine nächsten Arbeiten befassten sich unter anderem mit den Themen Vertauschte Identitäten und Parallelwelten und vermischten auf diese Weise die Genres Kriminalroman und Fantastischer Roman. 
Zwei von Bellettos Büchern wurden verfilmt.

## Preise und Ehrungen
- 1974: Prix Jean Ray de littérature fantastique für Le Temps mort
- 1984: Grand prix de littérature policière für Himmlische Tage und tödliche Affären
- 1986: Prix Femina für Ich sind viele
- 1986: Prix du Livre Inter für Ich sind viele

## Veröffentlichungen
- Le Temps mort, nouvelles. Marabout Fantastique Nr. 474, 1974. 2006 neu aufgelegt.
- Lyontrilogie.
  - Le Revenant, 1981. Neu aufgelegt 2006.
    - deutsch von Michael Mosblech: Höllische Augenblicke: Eine teuflische Liebesgeschichte in einem mörderischen Sommer, Roman. Rowohlt, Reinbek bei Hamburg 1988, ISBN 3-499-12208-1.

  - Sur la terre, comme au ciel, 1982. Neu aufgelegt 2006.
    - deutsch von Michael Mosblech: Himmlische Tage und tödliche Affären, Roman. Rowohlt, Reinbek bei Hamburg 1989, ISBN 3-499-12519-6.

  - L’Enfer. P.O.L., Paris 1986, ISBN 2-86744-052-1.
    - deutsch von Michael Mosblech: Ich sind viele. Rowohlt, Reinbek bei Hamburg 1989, ISBN 3-499-12507-2.
- La Machine. P. O. L., Paris 1990, ISBN 2-86744-163-3.
  - deutsch von Michael Mosblech: Zyto, Argon Verlag, Berlin 1991, ISBN 3-87024-184-5.
- Créature, 2000.
- Mourir, 2002.
- Coda. P. O. L., Paris 2005, ISBN 2-84682-067-8.
- Hors de la loi, 2010.
  - deutsch von Nathalie Mälzer: Gesetzlos, Roman. Verlag Matthes & Seitz, Berlin 2013, ISBN 978-3-88221-067-5.[1]
- Le Livre, Roman. Éditions P. O. L., Paris 2014, ISBN 978-2-8180-2020-3.

## Verfilmungen
- 1985: Gefahr im Verzug (Péril en la demeure) – nach dem Roman Himmlische Tage und tödliche Affären, Regie Michel Deville; mit Christophe Malavoy, Nicole Garcia, Michel Piccoli und Richard Bohringer
- 1994: Die Maschine (La machine) – nach dem Roman Zyto, Regie: François Dupeyron; mit Gérard Depardieu, Didier Bourdon und Nathalie Baye